# Tre skilling jaune
Le  tre skilling jaune est une variété de la première émission de timbre-poste en Suède. Existant en un seul exemplaire, ce timbre est parmi les plus chers du monde : en 1996, il a été vendu pour 2 875 000 francs suisses (environ 1,8 million d'euros).

## La première émission suédoise
En 1855, la Suède émet ses premiers timbres-poste (dentelés) : cinq valeurs représentant les armes de Suède et portant les mentions : « SVERIGE » en haut entouré de la valeur en chiffre arabe, « FRIMARKE » sur les deux côtés, et « TRE SKILL Bco » pour la valeur faciale : 3 skilling banco (avec 48 skilling banco pour 1 riksdaler banco). Valeurs et couleurs furent les suivantes :
- 3 skilling vert ;
- 4 skilling bleu ;
- 6 skilling gris ;
- 8 skilling jaune ;
- 24 skilling rouge.

De 1858 à 1870, le même figuré a servi avec six nouvelles faciales exprimées en öre (avec 100 öre pour 1 riksdaler).
Les cotes que donnent les catalogues à ces timbres sont élevées avec une plus-value pour les exemplaires neufs en parfait état ou oblitérés sur lettre.

## Le 3 skilling jaune
Ce timbre a été retrouvé sur une lettre postée le 13 juillet 1857.

### Cause possible
La cause de l'erreur de couleur de cet exemplaire du 3 skilling n'est pas vraiment connue.
Une erreur de couleur est possible : l'imprimeur aurait imprimé des feuilles de 3 skilling avec de l'encre jaune. Mais, à 100 timbres par feuille, l'erreur aurait été certainement vite remarquée.
L'explication la plus plausible est la réparation d'un cliché d'une plaque d'impression du 8 skilling jaune. Les plaques d'impression étaient constituées de 100 clichés pour imprimer des feuilles de cent timbres (10 en longueur et 10 en hauteur). Un des cent clichés du 8 skilling a pu être usé ou cassé, et a été remplacé involontairement par un cliché du 3 skilling.
Non seulement l'erreur ne semble pas avoir été remarquée à l'imprimerie, mais le nombre de 3 skilling jaune imprimés est complètement inconnu. Malgré d'intensives recherches à la fin du XIXe siècle et au début du XXe siècle, aucun autre exemplaire ne fut découvert.

### Carrière du timbre
En 1858, sont émis les timbres en öre, et les timbres en skilling sont retirés de la vente. Le 3 skilling jaune est découvert par un jeune collectionneur allemand de 14 ans, Georg Wilhelm Baeckman, qui examinait de vieilles enveloppes dans le grenier de sa grand-mère. Un marchand de timbres local Heinrich Lichtenstein le lui acheta pour 7 couronnes.
L'exemplaire changea plusieurs fois de main : en 1894, Sigmund Friedl le vendit au célèbre collectionneur Philippe de Ferrari pour la somme alors très élevée de 4 000 florins. Lors de la dispersion de la collection Ferrari dans les années 1920, le baron suédois Eric Leijonhufvud l'acquit pour 35 250 francs français, puis Claes A. Tamm en 1926 pour 1 500 livres sterling. En 1937, le roi Charles II de Roumanie l'acheta aux enchères pour 5 000 livres. En 1950, Rene Berlingen ne divulgua pas la somme qu'il déboursa.
À partir des années 1980, les montants d'achat pour ce timbre unique s'envolèrent : vendu à David Feldman pour 977 500 francs suisses en 1984, son prix dépassa le million de dollars des États-Unis en 1990. En 1996, il est vendu à nouveau chez Feldman, pour 2 875 000 francs suisses. En mai 2010, il change de nouveau de main dans une vente aux participants tenus au secret.